# Peti element
Peti element (francosko Le Cinquième Élément) je francoski znanstvenofantastični film iz leta 1997, ki ga je režiral in zanj skupaj z Robertom Markom Kamenom napisal scenarij Luc Besson. V glavnih vlogah nastopajo Bruce Willis, Gary Oldman in Milla Jovovich. Glavno dogajanje je postavljeno v 23. stoletje, ko odgovornost za preživetje sveta pade na taksista in nekdanjega majorja specialnih sil Korbena Dallasa (Willis), ki mu mlada ženska (Jovovich) pade v leteči taksi. Skupaj poskušata najti mistične kamne štirih elementov, ki so ključni za zaščito Zemlje pred napadom zlobne kozmične entitete.
Besson je začel pisati zgodbo, ki se je kasneje postala osnova za film, pri šestnajstih letih, 22 let pred premiero filma. Želel ga je posneti v Franciji, toda niso uspeli najti ustreznih prostorov, zato je snemanje potekalo v Londonu in Mavretaniji. Striparja Jean »Moebius« Giraud in Jean-Claude Mézières, katerih dela so predstavljala navdih za dele filma, sta prevzela scenografijo, Jean-Paul Gaultier pa kostumografijo.
Film je bil premierno predvajan 7. maja 1997 in je naletel na večinoma dobre ocene kritikov, čeprav je tudi polariziral kritike. Označili so ga tako za najboljšo, kot tudi najslabšo poletno filmsko uspešnico vseh časov in tudi za kultni film. Finančno je bil zelo uspešen, saj je prinesel več kot 263 milijona USD prihodkov ob 90-milijonskem proračunu. S tem je bil najdražji evropski film do tedaj.

## Vloge
- Bruce Willis kot Korben Dallas
- Milla Jovovich kot Leeloo
- Gary Oldman kot Jean-Baptiste Emmanuel Zorg
- Ian Holm kot Vito Cornelius
- Chris Tucker kot Ruby Rhod
- Luke Perry kot Billy Masterson
- Brion James kot general Munro
- Tommy "Tiny" Lister Jr. kot predsednik Lindberg
- Lee Evans kot Fog
- Charlie Creed-Miles kot David
- Tricky kot Right Arm
- John Neville kot general Staedert
- John Bluthal kot profesor Pacoli
- Mathieu Kassovitz kot ropar
- Christopher Fairbank kot Mactilburgh
- Kim Chan kot g. Kim
- Al Matthews kot general Tudor
- Maïwenn Le Besco kot diva Plavalaguna